# Stockholms Oscars distrikt
Stockholms Oscars distrikt är ett distrikt i Stockholms kommun och Stockholms län. 
Distriktet ligger i östra Innerstaden i Stockholms kommun inom området för Norra innerstadens stadsdelsområde. 

## Tidigare administrativ tillhörighet
Distriktet inrättades 2016 och utgörs av en del av området som till 1971 utgjorde Stockholms stad inom det område som även före 1913 och inkorporeringarna utgjorde stadens område.
Området motsvarar den omfattning Oscars församling hade 1999/2000.